# Pour un sou d'amour
Pour plus de détails, voir Fiche technique et Distribution.
Pour un sou d'amour est un film français réalisé par Jean Grémillon, sorti en 1932.

## Synopsis
Désirant être aimé pour lui-même, le milliardaire Jacques Mainville se rend dans le Poitou pour y rencontrer Françoise : une jeune femme qui a publié une annonce matrimoniale dans le magazine Vénus" sous le pseudonyme "La dame bleue". Dans cette annonce, elle précisait : "Un sou d'amour me suffirait, pourvu qu'il fût sincère". Pour être certain que Françoise ne s'intéresse pas à sa fortune, Jacques Mainville se fait passer pour son secrétaire Jean Montival, et demande à ce dernier de tenter de séduire la jeune Poitevine en lui faisant miroiter ses centaines de millions. Mais Françoise, qui est tombée amoureuse de Jacques, repousse le faux milliardaire. Rassuré, Jacques peut enfin réaliser son rêve : épouser une femme qui l'aime pour lui-même.

## Fiche technique
- Titre : Pour un sou d'amour
- Réalisation : Jean Grémillon
- Scénario : Alfred Machard
- Décors : André Barsacq
- Photographie : Paul Cotteret
- Musique : Albert Chantrier[1]
- Société de production : Jacques Haïk
- Pays de production :  France
- Format : Noir et blanc - Son mono (RCA) - 1,37:1
- Genre : Comédie
- Durée : 85 minutes
- Date de sortie : 
  - France, 26 février 1932

## Distribution
- André Baugé : Jacques Mainville
- Josseline Gaël : Françoise
- Charles Dechamps : Jean Montival (le secrétaire de Jacques Mainville)
- André Carnège : Max-Adolphe Préchard
- Jean Diener : Furet (le notaire)
- Raymond Cordy : Antoine (le chauffeur)
- Maximilienne : Mathilde
- Magdeleine Bérubet : l'huissière du « Vénus »
- Henri Delivry : le gros monsieur
- Michel André
- Blanche Beaume
- Gabrielle Fontan
- Lucienne Gros : Mme Hariette
- Nita Alvarez : la bohémienne

## Autour du film
Après le tournage, Jean Grémillon renia ce film "alimentaire", qui, selon le générique, aurait été réalisé par Jacques Brillouin..., parfait homonyme du compositeur et ingénieur acousticien né en 1892 et décédé en 1971.